# Mirage (Magic)
Mirage è un'espansione del gioco di carte collezionabili Magic: l'Adunanza, edito da Wizards of the Coast. In vendita in tutto il mondo dall'8 ottobre 1996, è il primo set di tre del blocco di Mirage, che comprende anche Visioni e Cavalcavento.

## Caratteristiche

Il simbolo dell'espansione

Mirage è composta da 350 carte, stampate a bordo nero, così ripartite:
- per colore: 51 bianche, 51 blu, 51 nere, 51 rosse, 51 verdi, 35 multicolori, 33 incolori, 27 terre.
- per rarità: 110 comuni, 110 non comuni, 110 rare e 20 terre base.

Il simbolo dell'espansione è una palma, e si presenta in bianco e nero indipendente dalla rarità delle carte.
Mirage è disponibile in bustine da 15 carte casuali e in 4 mazzi tematici precostituiti da 60 carte ciascuno:
- Ride Like the Wind (bianco/rosso)
- Night Terrors (nero)
- Jungle Jam (bianco/verde)
- Burning Sky (Rosso/blu)

Mirage fu presentata in tutto il mondo durante i tornei di prerelease il 21 settembre 1996.

### Ristampe
Nel set sono state ristampate le seguenti carte da espansioni precedenti:
- Boomerang
- Esilio Oscuro
- Rito Oscuro
- Disincantare
- Offerta Divina
- Risucchia Vita
- Soffio del Drago
- Bagliore
- Nebbia
- Balsamo Curaferite
- Incenerire
- Vuoto di Memoria
- Debolezza Magica
- Rigenerazione
- Tempesta di Sabbia
- Pioggia di Pietre

## Novità
Mirage introduce nel gioco una lunga serie di novità e cambiamenti nelle regole.

### Nuove abilità

#### Aggirare
L'abilità Aggirare dice: "Ogniqualvolta questa creatura diventa bloccata da una creatura senza Aggirare, la creatura bloccante prende -1/-1 fino alla fine del turno".

#### Fase
All'inizio della sottofase di stap, prima che il giocatore attivo stappi, i permanenti con l'abilità fase che quel giocatore controlla scompaiono (il loro stato cambia da "in fase" a "fuori fase"). Contemporaneamente, tutti i permanenti fuori fase di quel giocatore appaiono (il loro stato cambia da "fuori fase" a "in fase").